# Imenjska knjiga
Imenjska knjiga (nemško Gültbuch) je davčna evidenca, ki so jo vodili deželni stanovi v habsburških dednih deželah, od 15.-19. stoletja. Bila je davčni kataster zemljiških gospostev v deželi, vendar ni popisovala komorne (deželnoknežje) posesti. Pisana je bila v nemščini. Vsak zemljiški gospod je na podlagi urbarjev sam izračunal svojo imenjsko rento (davek). Imenjska knjiga se je vodila v deželnem knjigovodstvu deželnih stanov, vpise v njej pa so uporabljali za določitev deželnega davka na vsakokratnem deželnem zboru.
Imenjske knjige ostanejo v veljavi do terezijansko-jožefinskih reform v 18. stoletju, ko nastavijo Terezijanski kataster, in novo imenjsko knjigo, preko katere je bila obdavčena tudi dominikalna (zemljiškogosposka) zemlja. Po zemljiški odvezi leta 1848 so v imenjsko knjigo vpisovali samo še dominikalno posest, z uvedbo nove zemljiške knjige leta 1871 pa imenjske knjige ukinejo.

## Vsebina imenjske knjige
Imenjska knjiga je vsebovala davčno napoved na podlagi rustikalne (podložniške) posesti, medtem ko dominikalna (zemljiškogosposka) posest ni bila obdavčena.
Bila je bila urejena po stopnjah obdavčencev:
- Prelati: Višja duhovščina, če je imela v deželi posest.
- Gospodje: Plemstvo, višje od naziva barona.
- Vitezi: Nižje plemstvo.
- Deželnoknežja mesta in trgi.

Od leta 1662 so popisovali tudi imenje deželnih svobodnikov.
Posest se je izražala v denarju sumarno (v funtih), popisan pa je bil vsak obdavčenec osebno, glede na zemljiško gospostvo. V imenjsko knjigo so se vpisovale tudi sprotne spremembe lastnikov, in popisi oziroma odpisi posesti. Ko je ena knjiga postala polna, so nastavili novo. 
Na podlagi cenitev iz leta 1518 je bilo na Kranjskem skupno 28.000 funtov imenja, na Koroškem 36.000 funtov, ter na Štajerskem 70.000 funtov.
Ker pa je vnose v knjigo prispeval vsak zemljiški gospod zase, je pogosto prihajalo do davčnih utaj. Zato so se zaradi ugotovitve dejanskega stanja v Brucku na Muri leta 1544 sestali predstavniki vseh dežel, ter izvedli ponovno cenitev imenja vseh dežel (nemško Gültschätzung, oz. imenjska cenitev). Cenitev iz Brucka je postala osnova za vso nadaljnjo delitev davčnih bremen, ki jih je nalagal vladar, in sicer:
Za Štajersko 72.000 funtov
Za Koroško 34.000 funtov
Za Kranjsko 22.000 funtov
Za Goriško 6.000 funtov
Vsak zemljiški gospod je moral na podlagi cenitve imenja prispevati tudi določeno število konjenikov v stalni sestav deželne konjenice. Običajno je bilo merilo za postavitev konjenika 200 funtov, v časih povečane nevarnosti pa 100 funtov. V večjem delu 16. stoletja je bilo tako na Kranjskem približno 280 konjenikov, na Štajerskem 700, in na Koroškem 180.